# Український науково-дослідний інститут лісового господарства та агролісомеліорації імені Г. М. Висоцького
Український науково-дослідний інститут лісового господарства та агролісомеліорації імені Г. М. Висоцького — провідна наукова установа України з питань лісівництва та агролісомеліорації. Заснований у 1929 році. Мережа дослідних станцій інституту охоплює майже всю територію України. Інститут підпорядкований Державному агентству лісових ресурсів України та Національній академії наук України. Директор інституту від 2001 року — Ткач Віктор Петрович.
Фундаментальні дослідження УкрНДІЛГА включають:
- моніторинг лісових екосистем, визначення критеріїв та індикаторів сталого управління лісами та сертифікації лісів;
- моделювання впливу природних і антропогенних чинників (у тому числі, глобальних змін клімату, техногенних викидів, радіонуклідів) на ріст, продуктивність, стан, просторову та вікову структури лісових екосистем;
- вивчення питань біорізноманіття лісових видів рослин і тварин, шляхів його збереження та відтворення;
- дослідження структури та стану генофондів деревних рослин;
- вивчення процесів росту, розвитку та репродукції лісових рослин в онтогенезі, їх адаптації до нових умов, в тому числі з використанням біохімічних та цитологічних методів, мікроклонального розмноження лісових порід;
- прогнозування просторово-часової динаміки популяцій комах-шкідників лісу;
- вивчення популяційної структури мисливської фауни.

Прикладні дослідження, що ведуться в УкрНДІЛГА, охоплюють:
- розробку принципів ведення лісового господарства на зонально-типологічній основі;
- розробку нормативно-технічної документації для ведення лісового господарства у нових економічних умовах;
- вдосконалення способів і технології вирощування високопродуктивних і стійких лісостанів, меліоративних насаджень (зокрема, на рекультивованих землях);
- визначення небезпечних рівнів аеротехногенних навантажень на лісові екосистеми, організації рекреаційного лісокористування, поділу лісів за їх лісогосподарським та рекреаційним призначенням;
- розробку та вдосконалення системи лісового насінництва, отримання високопродуктивних і стійких сортів аборигенних та інтродукованих видів лісових деревних порід;
- підвищення ефективності полезахисних лісових смуг і комплексів агролісомеліоративних насаджень;
- визначення засобів підвищення стійкості насаджень до несприятливих біотичних, абіотичних і техногенних чинників, вдосконалення прогнозування та способів боротьби із шкідниками та хворобами лісу;
- розробку геоінформаційних технологій для автоматизації камеральних робіт при лісовпорядкуванні.

Інститут готує фахівців вищої кваліфікації через аспірантуру та докторантуру. Функціонує спеціалізована вчена рада із захисту дисертацій за спеціальностями: 06.03.01 — лісові культури та фітомеліорація і 06.03.03 — лісознавство і лісівництво.
Збірник наукових праць «Лісівництво і агролісомеліорація» засновано у 1965 році, його включено до списку фахових видань із біологічних, сільськогосподарських і економічних наук. Науковцями УкрНДІЛГА видано близько 100 монографій, понад 7000 статей, 320 рекомендацій та інших нормативних документів.